# Bomolocha fuscipennis
Bomolocha fuscipennis är en fjärilsart som beskrevs av W. Warren 1889. Bomolocha fuscipennis ingår i släktet Bomolocha och familjen nattflyn. Inga underarter finns listade i Catalogue of Life.